# Giulio della Torre
Giulio della Torre (* um 1480 wahrscheinlich in Verona; † nach 1531 wahrscheinlich in Padua) war ein italienischer Rechtsgelehrter und Hobbymedailleur.
Er war der zweite Sohn und das insgesamt vierte Kind des damals sehr populären Arztes Girolamo della Torre und seiner Ehefrau Beatrice di Giovanni Benintendi. 1504 heiratete er Anza di Guidantonio Maffei, mit der er insgesamt vier Kinder hatte. Er war nacheinander Rechtsgelehrter in Verona und Professor des Zivilrechtes an der Universität Padua und unterhielt darüber hinaus gute Beziehungen zu verschiedenen venezianischen Beamten.
Della Torre ist heute vor allem durch die von ihm zwischen 1519 und 1529 angefertigten Medaillen bekannt, auf denen er, als Dilettant, seine Familienangehörigen, Kollegen und einige weitere Zeitgenossen porträtierte. Obwohl er wahrscheinlich keine spezielle Ausbildung bei einem anerkannten Medailleur genossen hat, sind seine Arbeiten solide ausgeführt. Man findet sie heute in fast allen großen Münz- und Skulpturensammlungen.
Er signierte seine Medaillen oft mit Abkürzungen oder seinem vollen Namen.